# École nationale supérieure d’agronomie et des industries alimentaires
Die École nationale supérieure d'agronomie et des industries alimentaires (ENSAIA) ist eine französische Ingenieurhochschule, die 1970 gegründet wurde.
ENSAIA bildet Agraringenieure, Lebensmittelindustrieingenieure und Lebensmittelproduktionsingenieure durch Lehrlingsausbildung aus.
Die Schule befindet sich in Vandœuvre-lès-Nancy. Die Schule ist Mitglied der Institut national polytechnique de Lorraine und der Université de Lorraine.

## Berühmte Absolventen
- Florence Nibart-Devouard (* 1968), französische Agraringenieurin
- Adel Safar (* 1953), syrischer Politiker und Akademiker
- Philippe Schmitt-Kopplin, Wissenschaftler